# Alois Rašín
Alois Rašín, né le 18 octobre 1867 à Nechanice (royaume de Bohême) et mort assassiné le 18 février 1923 à Prague, est un homme politique tchécoslovaque.

## Biographie
Étudiant en droit à l'université Charles de Prague, il commence à militer dans le milieu étudiant radical. Cet engagement lui vaut d'être condamné à deux ans de prison en 1894. À sa libération, il ouvre son cabinet d'avocat et collabore au journal Narodny listy, tout en poursuivant ses activités politiques. Il se fait élire au parlement austro-hongrois en 1911. 
Dès le début de la Première Guerre mondiale, il soutient activement le mouvement séparatiste tchèque. Pendant la Première Guerre mondiale, il a été emprisonné à Vienne. Il est arrêté et condamné à mort en 1915 avec Karel Kramář. À la mort de François-Joseph (1916), sa peine est commuée en dix ans d'emprisonnement, puis il est amnistié en 1917. 

### Ministre tchécoslovaque
En 1918, il fait partie de ceux qui organisent le nouvel État tchécoslovaque et en devient le premier ministre des Finances (1918-1919). À ce titre, il stabilise la monnaie et évite l'inflation qui afflige les pays voisins. Son attitude intransigeante lui vaut cependant de nombreuses critiques. En 1922, il est à nouveau ministre des Finances dans le gouvernement de Antonín Švehla et mène une politique de déflation et de baisse des salaires, tandis que le chômage est très élevé. 

### Mort
Le 5 janvier 1923, le jeune anarchiste Josef Šoupal (1903-59) le blesse à l'arme à feu. Il décède le 18 février suivant.